# Celsia arcturus
Celsia arcturus là một loài thực vật có hoa trong họ Huyền sâm. Loài này được (L.) L. mô tả khoa học đầu tiên năm 1774.